# Protectorat dels Golfs de Biafra i de Benín
El Protectorat dels Golfs de Biafra i de Benín foren un protectorat britànic d'Àfrica a la costa de la moderna Nigèria, format per la unió el 6 d'agost de 1861 del Protectorat del Golf de Biafra i del Protectorat del Golf de Benín que estaven formats per les zones costaneres d'aquests dos golfs. De 1861 a 1867 la funció de cònsol i governador (Administrador 1866-1867) de Lagos va recaure en la mateixa persona. Després el cònsol del Golf de Biafra fou cònsol també del Golf de Benín fins al 1885. El 16 de juliol de 1884 el Protectorat es va concretar a Ubani (Igbani), Twon-Brass, Calabar (Old Calabar), Aboh i Opobo, és a dir sense el que fou el protectorat de Lagos (part occidental de la costa del Golf de Benín) i el Protectorat dels Districtes del Níger (confiat a una companyia privada, la United African Company o Companyia Unida Africana); aquest protectorat va agafar oficialment el nom de Protectorat dels Rius de l'Oli el 5 de juny de 1885

## Cònsols del Golf de Benín i governadors de la colònia de Lagos
- 1861 - 1862 William McCoskry (governador interí de Lagos i cònsol interí)
- 1862 - 1863 Henry Stanhope Freeman (primera vegada)
- 1863 William Rice Mulliner (interí)
- 1863 - 1864 Henry Stanhope Freeman (segona vegada)
- 1864 - 1866 John Hawley Glover (interí fins a 1865)

## Cònsols del Golf de Benín i Administradors de Lagos
- 1866 Charles George Edward Patey (interí)
- 1866 - 1867 John Hawley Glover (després de 1867 va romandre com a administrador de Lagos)

## Cònsols del Golf de Biafra i del Golf de Benín
- 1867 - 1873 Charles Livingstone (de 1864 a 1867 només cònsol al Golf de Biafra)
- 1873 - 1878 George Hartley
- 1878 - 1879 David Hopkins
- 1879 - 1885 Edward Hyde Hewett